# James Melville Gilliss
James Melville Gilliss (født 6. september 1811 i Georgetown, død 9. februar 1865 i Washington) var en amerikansk astronom.
Gilliss grundlagde 1842 Naval Observatory, men blev først 1861 dets direktør. I 1849 sendtes Gilliss til Santiago i Chile og anstillede her talrige meridianobservationer, udgivet i 1870 og 1895. Hans 1846 publicerede Astronomical Observations er det første i Amerika publicerede bind af denne slags. Han var en af stifterne af National Academy of Sciences.

## Kider
- Gillis, James Melville i Salmonsens Konversationsleksikon (2. udgave, 1920)